# ناوكي كوروياما
ناوكي كوروياما (باليابانية: 栗山 直樹) (8 ديسمبر 1990 في شيزوكا في اليابان – )؛ هو لاعب كرة قدم ياباني سابق كان يلعب كمدافع.

## وصلات خارجية
- ناوكي كوروياما على موقع رابطة كرة القدم اليابانية للمحترفين (اليابانية)
- ناوكي كوروياما على موقع قاعدة بيانات كرة القدم.إي يو (الإنجليزية)
- ناوكي كوروياما على موقع Soccerway.com (الإنجليزية)
- ناوكي كوروياما على موقع عالم كرة القدم.نت (الإنجليزية)